# エアバス・インダストリー129便墜落事故
エアバス・インダストリー129便墜落事故（エアバス・インダストリーひゃくにじゅうきゅうびんついらくじこ、英語: Airbus Industrie Flight 129）は、1994年6月30日にトゥールーズ・ブラニャック空港で発生した航空機墜落事故。この事故では、搭乗していた7人全員が死亡した。
事故機はエアバスA330-321型機だった。製造メーカーであるエアバス・インダストリー（現・エアバス）による試験飛行の一環で、自動操縦システムの評価のためにエンジン1基の故障を模擬した飛行中に事故は発生した。この事故はエアバスA330型機の最初の死亡事故であり、同時に最初の機体喪失事故となった。また、2009年6月1日にエールフランス447便墜落事故が起こるまでの約15年の間、A330型機での唯一の機体喪失事故だった。

## 航空機
事故機は、エアバス・インダストリー（以下、エアバス）が開発した双発ジェット機旅客機のエアバスA330-321型機だった。
同機は、エアバスA330シリーズの一型式であり左右の主翼下に2基のプラット＆ホイットニー・PW4164エンジンを装備していた。登録記号はF-WWKH、製造番号は42号機で、エアバス・インダストリーが運用していた。1993年10月14日に初飛行を行い、その259日後に事故が発生した。
エアバス社は、この事故が発生する前の1993年12月にも、別の機体を試験飛行中に破損させていた。その機体はタイ国際航空へ納入予定のもので、両社の合意のもとで1993年11月から試験飛行に利用していた。試験の過程で12月7日に尾部を破損し、タイ国際航空へは別の機体を納入することになった。

## 試験飛行の目的と内容
飛行の目的は、開発中の自動操縦システムの飛行制御則を試験することだった。 PW4168エンジン装備型の自動操縦システムで、カテゴリーIII（計器着陸装置参照）に対応した認証を取得するための試験の一環であった。
この試験飛行では、機体の重心を後方限界に設定され、低速で上昇するため通常は18度のところを28度の機首上げを行うことになっていた。さらに、離陸後のエンジン故障を模擬するため、機体の左エンジンをアイドリング状態にし、同エンジンに関係する油圧システムを停止する計画だった。
機長はアメリカ人でエアバス社のチーフテストパイロットであるニック・ワーナーだった。副操縦士はエアバス社の訓練組織である「Aeroformation」に勤務していた、エールアンテールの訓練キャプテンのマイケル・ケイズだった。また、フライトテストエンジニアが乗務員の3人目のメンバーとして搭乗した。
事故機は正式な認証を取得しておらず、暫定的な認証の下での試験飛行であったため、乗客の搭乗は認められていなかった。しかし、試験飛行に従事する乗員以外に、訓練でエアバス社を訪れていたアリタリア航空のパイロット2名を含む4人が搭乗していた。

## 墜落
試験は大きく2回に分けて行われていた。まず初めの飛行ではエンジン停止を模擬したゴーアラウンドを2回実施し、問題なく着陸した。この飛行の際、高度2,000フィート (610 m) を維持するよう自動操縦がセットされていた。その後、次の飛行のため滑走路を移動し180度方向転換を行なった。ここまでで55分が経過していた。
その後の2回目の離陸は、航空機の重心位置が最も後方にある状態で行われた。副操縦士が操縦を担当し、片側のエンジンと油圧回路を遮断する操作を機長が行った。離陸時にはエンジンの最大推力を用いる「TOGA」（離陸／着陸復行）モードで行われたが、計画では「Flex 49」と呼ばれるより小さな推力で行うはずだった。
離陸後間も無くして自動操縦装置が機能し、すぐに高度モードに切り替わった。先に設定されたままの高度 2,000フィート (610 m) に向けて上昇し始めた。この高度は、今回の飛行においては適切な設定ではなかった。そして、試験計画のとおり機長は左エンジンをアイドリングにして同エンジンと関連する油圧装置を遮断した。
事故機の自動操縦装置は、改修中でありモード遷移時の姿勢制限機能が無効化されていた。無効化は許容可能としてヨーロッパの航空認証機関の了解のもと行われていた。モード切り替わりは一時的であり、危機的状況に陥るのは極めて特異的な条件下のみであると考えられていた。そして、この飛行ではその特異的な条件を満たしてしまった。
事故機は急激に上昇したため機首上げ角度が32度に達した。高度2,000フィート (610 m)付近で対気速度が100ノット (120 mph; 190 km/h)まで減少し、制御を維持するのに最低限必要な118ノット (136 mph; 219 km/h)を下回った。計画されていた「Flex 49」よりも推力が大きい「TOGA」モードであったため、左エンジンをアイドルにしたことによる推力の非対称性がより大きくなった。機体がロール制御が困難になり、ロールの均衡を回復させようと機長は右エンジンの推力も減らした。しかし機体姿勢は回復せず、バンク角は左に112度、機首下げ角は42度に達した。最終的に、機首が15度下がった状態で地面へ激突した。乗っていた7人全員が死亡し、航空機は修理不可能なほどに損傷を受けた。

## 調査
フランスでは、飛行試験中の事故はフランス国防総省の装備総局（DGA）が調査を担当することになっていた。そこで、DGA内に設置された調査委員会によって事故調査が行われた。委員会は、「墜落はいくつかの要因の組み合わせであり、単独要因では墜落を引き起こさなかっただろう」とした。委員会の調査結果には以下の原因と思われる事象が挙げられた。
- エアバスA321のデモ飛行、シミュレータの監督、そして記者会見を含む2つの会議が含まれた「残酷なほど忙しい一日」を送ったワーナー機長の疲労。
- ワーナー機長の過密スケジュールによる試験飛行前説明会の欠席、および前回のテストの成功によって引き起こされた油断。
- 左エンジン故障テスト時に、予定よりも高い推力非対称性を引き起こした、最大離陸推力/着陸復行（TOGA）推力の選択。(本来ならFlex 49に設定するべきであった)
- 2.2度機首上げ状態でのトリム設定の選択。一般には問題のない操作であるが、今回のような極端に後方に重心を寄せた飛行には不適切だった。
- 誤って自動操縦装置が2,000フィート (610 m)に設定されたままになっていたこと。
- 自動操縦装置の高度モードでは姿勢保護の機能がない。
- ワーナー機長とマイケル副操縦士の間で役割の分担が不明確だったこと。1回目の離陸時にワーナー機長が行った機首上げの角度が14.5度なのに対し、マイケル副操縦士は25度以上の機首上げを行い離陸させていたが機長は別の操作が忙しく気がつかなかった。
- ワーナー機長は離陸直後に自動操縦装置の起動に向けたテスト手順を行っていた。この時、機長は操縦の輪から外れていた。
- 極端なピッチ姿勢では不明瞭になる、自動操縦装置モードの視覚的表示の欠如。
- 自動操縦装置の補助動作に対する乗務員の過信。
- 計器類監視の不十分。特に対気速度の変化に対するテストエンジニアの反応の遅れ。
- 異常な状況の発生に対する機長の対応の遅れ。